# Mariola Głowacka
Mariola Maria Głowacka – polska pielęgniarka, dr hab. nauk medycznych i nauk o zdrowiu, profesor uczelni Katedry Podstaw Umiejętności Klinicznych i Kształcenia Podyplomowego Pielęgniarek i Położnych Wydziału Nauk o Zdrowiu Collegium Medicum im. Ludwika Rydygiera w Bydgoszczy Uniwersytetu Mikołaja Kopernika w Toruniu i Wydziału Nauk o Zdrowiu Akademii Mazowieckiej w Płocku. Od stycznia 2023 prorektor ds. Collegium Medicum.

## Życiorys
5 czerwca 2002  obroniła pracę doktorską Doskonalenie zawodowe pielęgniarek i położnych w województwie płockim na tle kraju w latach 1996-1998, 16 kwietnia 2019 habilitowała się na podstawie pracy zatytułowanej Kształcenie pielęgniarek. Studia pierwszego stopnia na kierunku pielęgniarstwo w kontekście standardów kształcenia i akredytacji resortowej.. Została zatrudniona na stanowisku adiunkta w Katedrze i Zakładzie Pedagogiki i Dydaktyki Pielęgniarskiej na Wydziale Nauk o Zdrowiu Collegium Medicum im. Ludwika Rydygiera w Bydgoszczy Uniwersytetu Mikołaja Kopernika w Toruniu, oraz starszego wykładowcy w Instytucie Nauk o Zdrowiu Państwowej Wyższej Szkole Zawodowej w Płocku.
Jest dziekanem na Wydziale Nauk o Zdrowiu Akademii Mazowieckiej w Płocku i członkiem Zespołu Nauk Medycznych i Nauk o Zdrowiu Polskiej Komisji Akredytacyjnej.
Awansowała na stanowisko wicedyrektora i dyrektora w Instytucie Nauk o Zdrowiu Państwowej Wyższej Szkole Zawodowej w Płocku.
Jest zatrudniona na stanowisku profesora uczelni na Wydziale Nauk o Zdrowiu Akademii Mazowieckiej w Płocku, oraz w Katedrze Podstaw Umiejętności Klinicznych i Kształcenia Podyplomowego Pielęgniarek i Położnych na Wydziale Nauk o Zdrowiu Collegium Medicum im. Ludwika Rydygiera w Bydgoszczy Uniwersytetu Mikołaja Kopernika w Toruniu.
Jest pomysłodawczynią i organizatorką uruchomienia kierunku lekarskiego na Akademii Mazowieckiej w Płocku.